# Transport solide

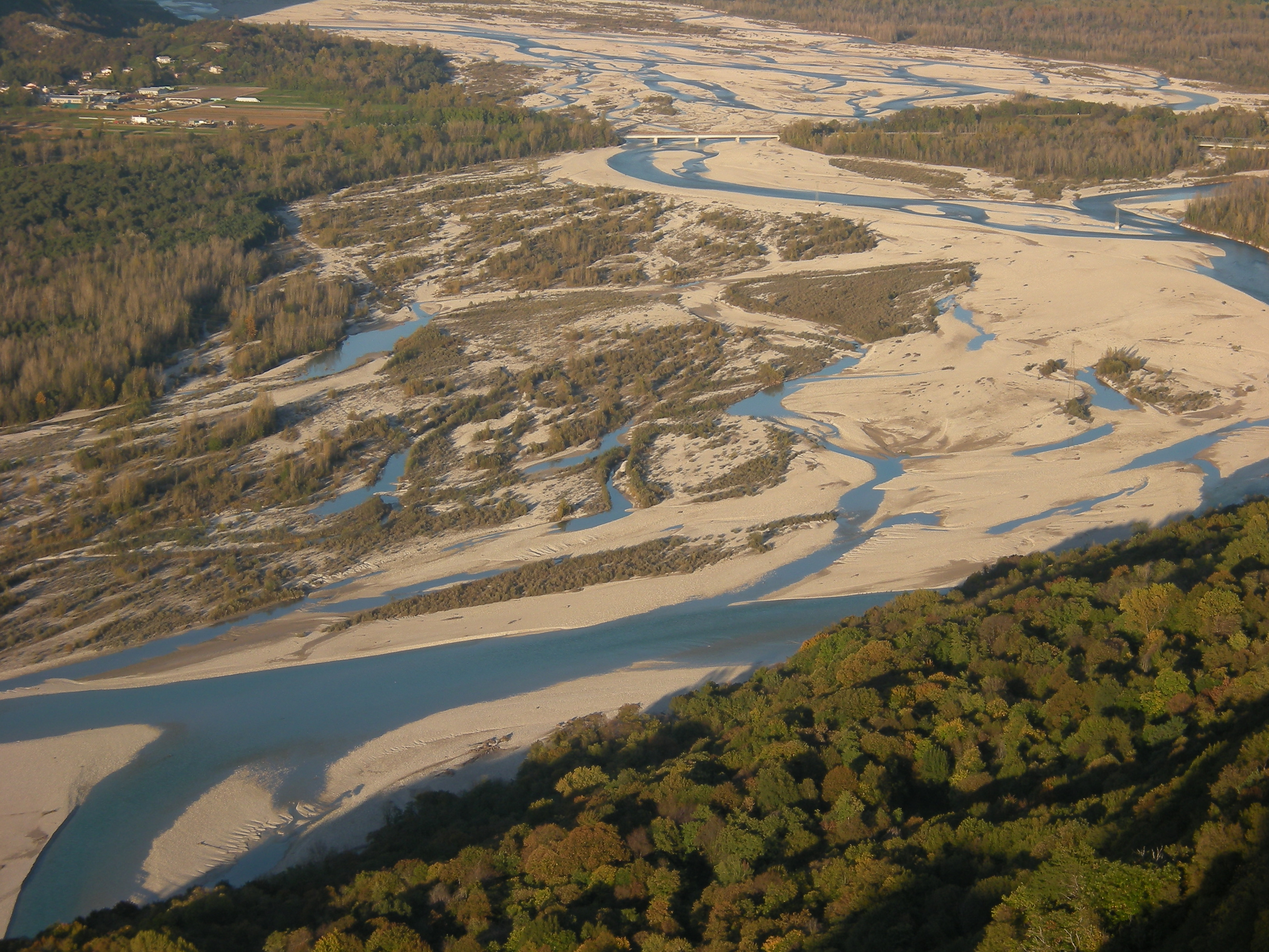
Le Tagliamento, exemple de rivière en tresses présentant un débit solide important.

Le transport des sédiments par les cours d'eau est nommé « transport solide » ou « transit sédimentaire » ou « débit solide».
Le transport des sédiments prend deux formes bien différenciées : le charriage et la suspension. Le charriage est le transport des sédiments plutôt grossiers sur le fond du lit par roulement ou saltation (charge de fond). La suspension est le transport des sédiments dans la masse du flot (charge en suspension). Les phénomènes de transports sont l'objet d'étude de la sédimentologie fluviale.

## Définition

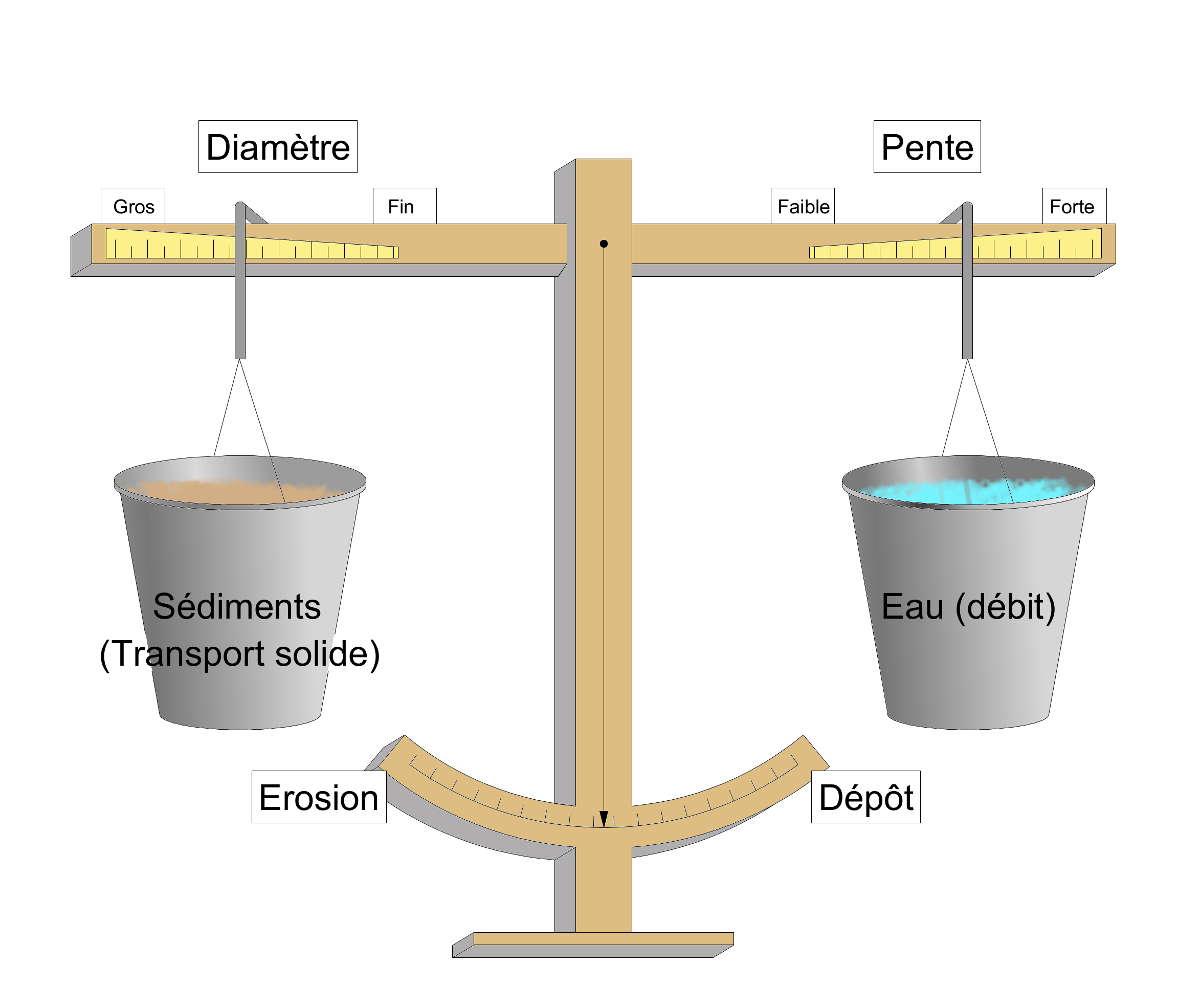
Processus simplifié: l'équilibre dynamique (balance de Lane 1955)

Le transport solide désigne le transport de sédiments par un cours d'eau. Il est fonction de la granulométrie des matériaux. Différents modes de transport solide peuvent coexister. Les matériaux plus lourds roulent au fond sans décoller (charge de fond). On parle alors de charriage. Lorsque la force de sustentation est telle que les grains légers flottent entre deux eaux, il s'agit de la suspension (charge en suspension). Enfin, là où le grain de matériau avance par bonds successifs, on parle de saltation. La géométrie du cours d'eau et son écoulement influencent directement le transport solide. Un obstacle ou une zone d'eau morte, par exemple, peuvent empêcher localement le transport solide. Il existe différentes formules empiriques pour quantifier le transport solide. Les équations de détermination du débit solide prennent généralement en compte le tirant d'eau, la vitesse d'écoulement, la pente d'énergie (pente hydraulique), la largeur du lit, le diamètre des particules, la densité de l'eau, la densité des sédiments et enfin la géométrie des sédiments.La formule de Meyer-Peter (1948) est communément utilisée pour estimer le débit solide du charriage pour des sédiments de taille uniforme. Les autres équations de calcul du transport solide incluent Ackes-White, Engelund-Hansen, Laursen, Toffaleti et Yang. Ces formules sont plus ou moins adaptées suivant le type de sédiments et les caractéristiques hydrauliques.

## Gestion du transport solide

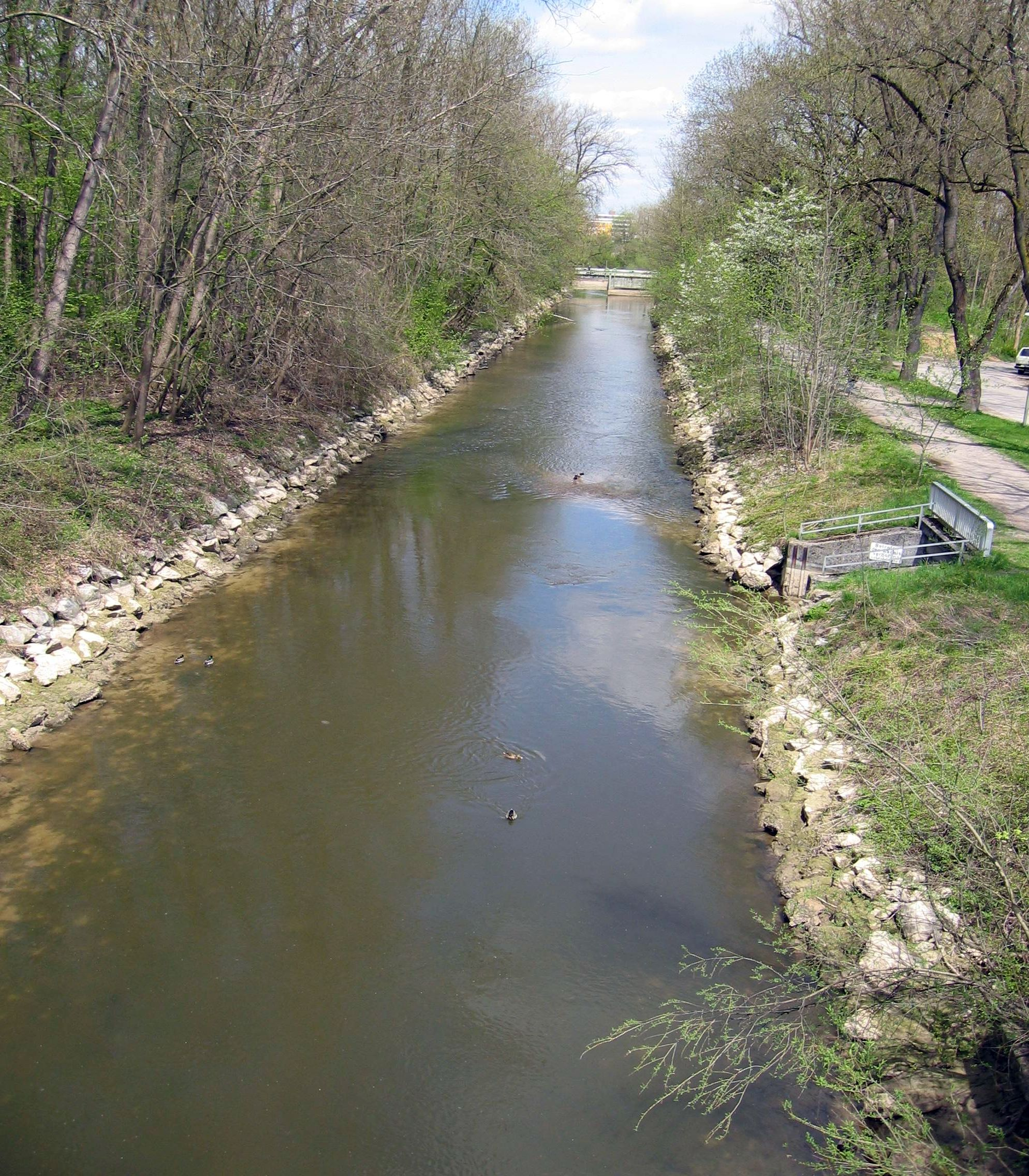
La perturbation du transport solide entraîne l’enfoncement du lit du cours d’eau. Ici par la linéarisation de l'écoulement.

La gestion de l’érosion ou gestion du transport solide comprend toutes les mesures visant à restaurer la dynamique naturelle du transport solide d’un cours d’eau. Le transport solide comprend le transport par charriage et par suspension. Le charriage d’une rivière désigne le transport  des alluvions alternativement reprises et déposées par le courant qui gardent contact avec le sol. Les particules se déplacent en roulant ou en effectuant des bonds. Le mouvement s’effectue à une vitesse inférieure à celle du courant. Le transport par suspension désigne le transport de particules par le courant. Le mouvement s’effectue à la vitesse du courant. La part de petites particules appelées les fines est responsable de la turbidité de l’eau et est en auto suspension.  Elle ne se dépose que rarement dans le lit mineur. Elles n’ont donc que peu d'influence sur la morphologique du cours d'eau.
La taille des matériaux transportés en suspension et en charriage dépend de la vitesse du courant. Les alluvions reposent sur le substratum rocheux composé d’une roche plus ou moins dure et peu mobilisable. Le transport solide peut être quantifié en {\displaystyle kg/(m.s)} ou en débit solide {\displaystyle m^{3}/s}. En raison des frottements entre particules, les sédiments s’érodent réciproquement et sont de plus en plus fins à mesure que l’on se déplace vers l’aval du cours d’eau.

## Perturbation du transport solide
L’entrave du transport solide par exemple par une retenue d’eau agissant comme décanteur entraîne un déficit de transport solide qui est alors compensé par une érosion accrue à l’aval et un enfoncement du lit. Cet enfoncement peut parfois entraîner un abaissement de la nappe phréatique ce qui peut avoir pour des conséquences sur la ripisylve, les racines n’ayant plus accès à l’eau souterraine. L’enfoncement du lit peut également entraîner des affouillements de pied de berges et leur glissement. L’abaissement du niveau de la rivière a de plus pour conséquence l’élévation des bancs de graviers qui sont de moins en moins sollicités. La végétation des bancs renforcent encore plus leur cohésion et tendent à réduire la largeur du lit du cours d’eau. Le résultat est l’augmentation de la fréquence des débordements.
Pour ces raisons, il est important de prendre en compte le transport solide lors d’un aménagement ou une modification d’un cours d’eau. La pente du cours d’eau doit atteindre un équilibre appelé pente d’équilibre qui est fonction des débits d’eau et de la nature des alluvions (diamètre moyen D50). Cette pente d’équilibre correspond à une symétrie entre les dépôts d’alluvions et l’érosion et donc à une stabilité de la pente du cours d’eau. Pour des cours d’eau importants, cette stabilité garantie la navigabilité de la rivière.

### Conséquences
Dans les pays occidentaux, où les rivières ont été largement aménagées, la grande majorité des cours d'eau présente un important déficit en transport solide par exemple le Rhône. Le manque de sédiments disponibles entraîne une modification du style fluvial passant d'un style en tresses vers un style à méandres. Les rivières à méandres sont des milieux aquatiques moins dynamiques et présentant une moins grande richesse d'habitats. L'absence de charriage et d'érosion produit également souvent un colmatage du lit de la rivière. Enfin, le déficit de transport solide a pour conséquence un enfoncement des cours d'eau qui équilibre le manque de sédiments en érodant leur lit.

## Mesures de conservation du transport solide
Pour garantir le transport solide d’un cours d’eau, différentes mesures peuvent être entreprises: 
- Renaturation d’un tronçon artificiellement linéarisé ou canalisé ;
- Ajout artificiel de transport solide par exemple en présence d’un barrage non aménageable[7] ;
- Amélioration de la continuité du transport solide (zones de rétention, digues, seuils, barrages) ;
- Augmentation de l’espace de mobilité de la rivière : zone d’inondation, banc de graviers ;
- Construction d’épis pour augmenter le transport solide en cas de déficit ;
- Stabilisation artificielle du lit de la rivière pour stopper une érosion trop importante (seuils) ;
- Démolition des barrages et réservoirs qui bloquent le transport solide[9],[10] ;
- Crue artificielle en aval d'un barrage pour éroder et remobiliser les sédiments[11].